# Control Inteligente del Dengue
El Control Inteligente del Dengue (en portugués: Monitoramento Inteligente da Dengue o M.I. Dengue) es un innovador sistema de control del vector del dengue, desarrollado por investigadores de la Universidad Federal de Minas Gerais, capaz de informar a la población sobre la cantidad de mosquitos adultos de Aedes aegypti y su ubicación en una zona urbana específica, las 24 horas del día, con la información disponible a través de internet durante todo el año.
El sistema consiste en el uso de trampas con kairomonas que atraen a los mosquitos hembra del Aedes aegypti a los criaderos disponibles para depositar sus huevos. Estas trampas se distribuyen en grandes cantidades en puntos estratégicos de la zona que se vigilará con localización vía GPS y se inspeccionan cada semana por seguimiento de la aplicación oficial epidemiológica.
A través de un sistema integrado de información geo-referenciada, el número de mosquitos recogidos por la trampa es enviada a una base de datos a través de dispositivos móviles de comunicación (teléfonos móviles, PDAs o computadoras de mano) y en el software específico se cruzan estos datos con la ubicación a través de GPS de cada trampa y el mapa de la localidad. Los resultados son mapas, cartas y constantes informes, disponibles a través de internet, que cuentan en tiempo real con la población de mosquitos Aedes aegypti en la zona vigilada.
Se utiliza como una herramienta para generar información epidemiológica para combatir el dengue, el control inteligente del dengue es capaz de ofrecer datos más rápidos y precisos, y a un costo menor que los actuales mecanismos de obtención de información epidemiológica sobre el vector. A partir de estos datos, las ciudades pueden entonces dirigir sus planes de control con mayor antelación a fin de acelerar y dirigir sus acciones en el control y la reducción de la población de Aedes aegypti.
La tecnología desarrolla la vigilancia epidemiológica y entomológica con oportunidad de actuar contra el Aedes aegypti en tiempo suficiente para prevenir los brotes de la enfermedad, actuando cada vez más eficaz y permite el seguimiento de los resultados de sus acciones. El resultado final es un control preciso de la situación de dengue en cada bloque de un municipio.
En noviembre de 2006, la tecnología fue galardonado con los premios Tech Museum (en: Tech Museum of Innovation) en Silicon Valley, California. como uno de los cinco mejores tecnologías sanitarias en el planeta para el beneficio de la humanidad, y recibió felicitaciones de Bill Gates quien representó a la Fundación Bill y Melinda Gates en la ocasión.